# John Keble
John Keble (Fairford, Gloucestershire, 25 de abril de 1792 — 29 de março de 1866) foi um religioso inglês, um dos líderes do Movimento de Oxford. Foi ordenado em 1816, tendo sido professor em Oxford entre 1818 a 1823.
Em 1827 publicou The Christian Year ('O Ano Cristão'), livro de poemas para os domingos e dias de festa do ano litúrgico da  Igreja Anglicana. O livro, de linguagem simples, vendeu muitas cópias e foi eficaz em espalhar as convicções devocionais e teológicas de Keble.
Keble escreveu também outros livros de poemas e numerosos hinos. Traduziu os trabalhos de Ireneu de Lyon (ca. 130 — 202) e produziu uma edição dos trabalhos de Richard Hooker (1554 — 1600), importante teólogo anglicano.
Em 14 julho de 1833, pregou o sermão  dirigido aos juízes reunidos em Oxford para os  Assizes. O sermão ficaria conhecido como National Apostasy ('Apostasia Nacional') e tornar-se-ia uma espécie de marco fundador do Movimento de Oxford, que pretendia se tornar um movimento de reavivamento da Igreja Anglicana.
De 1836 até sua morte, trinta anos mais tarde, foi o pároco da pequena vila de Hursley, perto de Winchester.
Três anos após sua morte, seus amigos e admiradores estabeleceram o Keble College, um dos maiores colleges da Universidade de Oxford.